# Me and Mrs. Jones
Me and Mrs. Jones ist ein Song der amerikanischen Songwriter Kenny Gamble, Leon Huff und Cary Gilbert. Er wurde erstmals 1972 von Billy Paul eingesungen und entwickelte sich zu einem Klassiker des Philadelphia Soul, der von zahlreichen anderen Künstlern gecovert wurde.

## Inhalt
Der Text von Me and Mrs. Jones beschreibt eine außereheliche Liebesaffäre zwischen einem Mann und einer Frau namens Mrs. Jones. Die beiden Liebenden wissen, dass ihre Beziehung falsch ist, doch können sie nicht voneinander lassen. Jeden Tag zur selben Zeit, sechs Uhr dreißig, trifft sich das Paar im gleichen Café und schmiedet gemeinsame Zukunftspläne, während sie Hand in Hand ihrem Lieblingslied lauschen. Doch beide halten ihre Hoffnungen im Zaum, denn sie sind bereits anderweitig liiert. Der Trennungsschmerz, wenn sie auseinandergehen müssen, wird gelindert von der Gewissheit, dass sie sich am nächsten Tag wiedersehen.
Ungewöhnlich für ein Lied über einen Ehebruch ist die Perspektive aus Sicht der Ehebrecher. Der Vortrag Billy Pauls wird begleitet von einem Piano, von Streichern und einem Saxophon, das in seinem Einstiegssolo das Lied Secret Love von Doris Day zitiert und auch damit einen Hinweis auf die „geheime Liebe“ gibt. Die Art des Vortrags und die sinnliche Stimme Billy Pauls lässt die außereheliche Affäre laut Ludovic Hunter-Tilney wie „den Höhepunkt der Raffinesse“ klingen: „Niemals zuvor wurde das siebte Gebot so sanft gebrochen.“ Laut der Encyclopedia of Popular Music verstärkt allerdings Pauls unorthodoxer Gesangsstil das Gefühl von Schuld. Hunter-Tilney weist auf den Zeitgeist der 1970er Jahre hin, in dem der Ehebruch in Pennsylvania noch bis 1973 verboten war, und eine Abstimmung über den Fortbestand des Verbotes nur wenige Tage nach der Ausstrahlung des Liedes in der Fernsehsendung Soul Train abgelehnt wurde. Im Folgejahr wurde das Verbot schließlich aufgehoben.
Eine weitere Interpretationsmöglichkeit eröffnet Axel du Bus, indem er darauf hinweist, dass „a jones“ ein amerikanischer Slangausdruck für unbändige Lust oder Obsession ist und auch für die Sucht nach Heroin angewendet wird. So ließe sich der Liedtext auch als Begegnung eines Süchtigen mit seinem Drogendealer umdeuten, ganz im Sinne der Redewendung, dass zwei von drei Liedern der Musikgeschichte entweder von Sex oder von Drogen handeln.

## Hintergrund
In einer Sendung von National Public Radio erklärte Kenny Gamble, dass er und sein Partner Leon Huff die Idee zum Lied in einer kleinen Bar im Schubert Building in Philadelphia entwickelt hätten, wo ihr Plattenlabel Philadelphia International Records beheimatet war. Hier sahen sie jeden Tag einen kleingewachsenen Mann, in dem sie einen Richter vermuteten, der eine stets wenige Minuten nach ihm erscheinende jüngere Frau traf. Beide saßen zusammen und hörten sich täglich die gleichen Lieder der Jukebox an, ehe sie nach einer gewissen Zeit wieder auseinandergingen. Gamble und Huff hätten daraufhin die Redewendung entwickelt, die beiden seien „Me and Mrs. Jones“.
Im Gegensatz zu dieser Legende steht die Aussage Cary Gilberts, der sein Leben lang behauptete, er sei derjenige gewesen, der den Song eigentlich geschrieben habe. Nach John A. Jackson dürfte der Hauptteil des Textes von Gilbert stammen, während Gamble und Huff den überwiegenden Teil oder die gesamte Musik beisteuerten und eventuell Gilberts Text noch veränderten oder ergänzten. Arrangiert wurde das Lied durch Bobby Martin, der ihm einen bluesigen Big-Band-Sound verpasste, der seiner Meinung nach perfekt zum Text passte. Die Soul-Ballade wurde laut Jackson speziell für die Ausstrahlung im Radio hin konzipiert, wo sie zu einem großen Erfolg wurde.

## Rezeption

### Charts und Auszeichnungen
Me and Mrs. Jones erreichte in der Aufnahme von Billy Paul, die im Oktober 1972 veröffentlicht wurde, Position 1 in der amerikanischen Single-Hitparade Billboard Hot 100 und hielt diesen Platz für drei Wochen. Insgesamt blieb es 16 Wochen in den Charts, davon 10 Wochen in den Top 10. Billy Paul gewann mit dem Lied bei den Grammy Awards 1973 die Auszeichnung für die beste männliche Gesangsdarbietung in der Kategorie Rhythm & Blues und wurde zusätzlich in der Kategorie Best R&B Song nominiert, wo es gegen Papa Was a Rollin’ Stone unterlag. 2018 wurde es zudem in die Grammy Hall of Fame aufgenommen.

### Coverversionen
Zahlreiche Musiker coverten den Song. Die Website secondhandsongs.com verzeichnete im Januar 2022 insgesamt 87 Versionen des Liedes, auf cover.info waren es 74.
Die Soul-Gruppe The Dramatics erreichte mit ihrer Version 1975 ebenfalls die amerikanischen Charts und konnten sich bis auf Platz 47 platzieren. Der Kanadier Michael Bublé kam mit seiner Interpretation 2007 auf Platz 68 in der Schweizer Hitparade. Die meisten Musiker übernahmen die ruhige Soulstimmung des Originals oder veränderten sie nur leicht, dabei entstanden vor allem Pop- und Jazzversionen des Liedes. Mehrere Sängerinnen kehrten unter dem Titel Me and Mr. Jones die Geschlechterrollen um, so bereits 1973 Barbara Mason. Zudem wurde das Lied häufig als Instrumentalversion von Solomuskern oder Ensembles eingespielt und es gibt einzelne Übersetzungen unter anderem in die deutsche, spanische, schwedische und finnische Sprache oder auch auf Tagalog.
Unter anderem wurde das Lied gecovert von:
- 1973: André Kostelanetz & his Orchestra (Instrumental)
- 1973: The Roy Meriwether Trio (Instrumental)
- 1973: Barbara Mason (als Me And Mr. Jones)
- 1973: The Peddlers
- 1973: Gene Russell (Instrumental)
- 1973: Joe White
- 1973: Johnny Mathis
- 1973: Ronnie Foster
- 1973: The Hiltonaires
- 1973: James Last (Medley als Me And Mrs. Jones / Never, Never, Never, instrumental)
- 1973: Caravelli (Instrumental)
- 1973: Blowfly (Parodieversion als She Sucks On My Dick)
- 1974: Monk Montgomery (Instrumental)
- 1974: Svante Thuresson (Schwedisch als Jag och fru wallin)
- 1975: Pat Britt (Instrumental)
- 1975: Ron Banks & The Dramatics
- 1975: Markku Aro (Finnisch als Rouva Jones)
- 1977: Hajji Alejandro (Tagalog als Bakit Mrs. Ka)
- 1987: Thomas Lang
- 1987: Head
- 1988: Sarah Jane Morris
- 1990: Sammy Levi (Reggae-Version als Mrs. Jones)
- 1992: Abby Backer
- 1992: Freddie Jackson
- 1992: Dingetje (Niederländische Parodieversion als Ik en mevrouw Jansen)
- 1993: Daryl Hall
- 1994: Sun City Girls
- 1995: The Three Degrees & The Sound Of Philadelphia (als Me & Mr. Jones)
- 1995: Blowing Free (Instrumental)
- 1995: Le Valedon (Instrumental)
- 1995: Amii Stewart (als Me & Mr. Jones)
- 1995: The Wandering Eyes (als Me & Mr. Jones)
- 1995: Ed Calle (Instrumental)
- 1998: Pierre Dumont (Instrumental)
- 1998: Miss Jones feat. Larry „Jazz“ Anthony (als Me & Miss Jones)
- 1999: The Samantha Brothers
- 2001: Toku
- 2002: Robson Green
- 2002: Bob Rivers
- 2002: Tony Monaco Trio with guests
- 2003: Peter Cox
- 2003: Daryl Hall & John Oates
- 2003: Stefan Gwildis (Deutsch als Sie lässt mich nicht mehr los)
- 2004: Dave Cloud
- 2004: George Huff
- 2005: Jacqui Naylor (als Me & Mr. Jones)
- 2005: Sandrine
- 2005: Pamela Williams
- 2005: The Slow Club
- 2006: Monique Kessous
- 2007: Michael Bublé
- 2008: Russell Watson
- 2009: Nadja
- 2009: Tower Of Power
- 2010: Friend 'n Fellow
- 2010: La Femme Verte
- 2012: Andreas Weiser
- 2012: Max Mutzke feat. Cassandra Steen
- 2012: Stig Rossen
- 2013: Fiji
- 2014: Chico & The Gypsies feat. Billy Paul (Flamenco-Version, teilweise auf Spanisch)
- 2015: Los Genios (Spanisch als Yo y la señora Jones)
- 2016: The Three Degrees
- 2016: Joe Policastro Trio (Instrumental)
- 2017: Jennifer Saran
- 2017: Tommy Blaize
- 2018: Nathan Foley

Darüber hinaus wurde das Lied auch zahlreich in anderen Stücken zitiert, etwa in Coolios A Thing Goin' On von 1995 oder in Mr. Wrong von Mary J. Blige feat. Drake, oder es wurden einzelne Teile gesampelt wie in Simon Says von Megan Thee Stallion feat. Juicy J 2019.

### Weitere Rezeption
Billy Paul veröffentlichte 1975 mit I Was Married ein Sequel des Liedes, das er selbst als „a natural extension of  Mrs. Jones“ („eine natürliche Erweiterung von Mrs. Jones“) bezeichnete. Amy Winehouse schuf 2006 mit Me & Mr. Jones aus ihrem Album Back to Black eine musikalisch und textlich eigenständige Neuinterpretation.
Unter dem Titel Me and Mrs. Jones inszenierten Kathleen McGhee-Anderson und Charles Randolph-Wright 2001 eine Musicalrevue der größten Hits von Kenny Gamble und Leon Huff.
Nach dem Tode Billy Pauls am 24. April 2016 veröffentlichten Gamble und Huff einen Nachruf, in dem sie schrieben: „Unser stolzester Moment mit Billy war die Aufnahme des anzüglichen Smash-Hits Me and Mrs. Jones. Aus unserer Sicht ist es eines der größten Liebeslieder, die je eingespielt wurden.“